# Бейлис (ликёр)
«Бе́йлис» (Бейлиз, англ. Baileys Irish Cream) — ирландский сливочный ликёр, относится к категории «ирландские сливки». Самый популярный среди сливочных ликёров, и в течение длительного времени — самый продаваемый из ликёров. Производится компанией R. A. Bailey & Co. (контролируется британским алкогольным гигантом Diageo).
Как и все сливочные ликёры, «Бейлис» относят к эмульсионным ликёрам, или к кремовым ликёрам; его чаще всего употребляют как дижестив.
Крепость — 17%. В его состав входят ирландский виски, сливки, спирт, сахар, и шоколадный экстракт. Сливки составляют около 50% от объёма продукта, для их производства используется молоко около 40 000 ирландских коров. Ирландский виски, используемый для приготовления ликёра, производится методом тройной перегонки, что придаёт ему особую мягкость. Компания-производитель гарантирует срок сохранности, превышающий 2 года.
В ассортимент компании входят напитки «Бейлис Ориджинал» (стандартный ликёр «Бейлис»), «Бейлис Мятный шоколад» (ликёр «Бейлис» с мятой и шоколадом), «Бейлис Крем карамель» (ликёр «Бейлис» с добавлением карамели) и «Бейлис Крем кофе» (ликёр Бейлис с добавлением кофе), ликёр Baileys Hazelnut (фундук) Flavour (свежий ирландский сливочный крем с виски тройной дистилляции, с лесным орехом). Ликёр «Бейлис» со вкусом лесного ореха с ноября 2010 года дополняет существующую линейку Baileys Flavour.
Ликёр используется при приготовлении таких коктейлей как B-52, Оргазм, E.T, Irish dream, Chocolate Coffee Kiss, Baileys Frappé, некоторые вариации эгг-нога и других, и употребляется в кулинарии при изготовлении десертов.
Изобретателем ликёра называется корнуэлец Том Яго (Tom Jago), причастный также к изобретению ликёра «Малибу», в первоначальный рецепт входили сливки, виски и порошок Nesquik, а своё имя ликёр получил по названию соседнего с лабораторией ресторана Baileys Bistro. Запущенный на рынок в 1974 году, «Бейлис» быстро вошёл в моду, и фактически дав старт на рынке новой категории ликеров — «ирландские сливки», способствовал популярности сливочных ликёров и стал ведущей маркой в этой категории; по состоянию на 2008—2018 годы «Бейлис» является самым продаваемым брендом среди любых ликёров; официальный сайт «Бейлис» заявляет, что этот ликёр является первым сливочным ликёром.
За первый год производства ликёра было выпущено 72 000 бутылок. По состоянию на 2009 год, на «Бейлис» приходилось более 50% экспорта алкоголя из Ирландии, в настоящее время ежегодно продается 50—60 млн литров этого ликёра.

## Пищевая ценность
| Жир                     | 14 г           |
| Углеводы                | 24 г           |
| Белки                   | 3 г            |
| Энергетическая ценность | 1345кдж/327ккл |